# Rudolf Mang
Rudolf Mang (* 17. Juni 1950 in Bellenberg; † 12. März 2018 ebenda) war ein deutscher Gewichtheber. Er wurde auch der Bär von Bellenberg genannt.

## Sportliche Karriere
Rudolf Mang stammte aus einer Familie im bayerisch-schwäbischen Bellenberg, in der traditionell Schwerathletik (Ringen und Gewichtheben) betrieben wurde und bis heute noch betrieben wird. Schon in jungen Jahren begann er mit dem Gewichtheben. Mit 14 Jahren wurde er im olympischen Dreikampf mit 320 kg Zweiter der deutschen Jugendmeisterschaft im Kampf gegen 18-jährige Athleten.
Ein Jahr später wog er bereits etwa 100 kg und schaffte 425 kg. Zu diesem Zeitpunkt übernahm der frühere deutsche Meister Josef Schnell aus Schrobenhausen sein Training. Schnell war als Trainer Autodidakt und führte Mang binnen dreier Jahre an die Weltspitze heran. Die Stationen waren 450 kg im Jahr 1966, 502,5 kg im April 1968 und 525 kg bei den Olympischen Spielen 1968 in Mexiko-Stadt. Mang und Schnell waren sehr eigenwillige Persönlichkeiten, die trotzdem wie füreinander geschaffen schienen.
Seinen besten Wettkampf lieferte Rudolf Mang bei den Europameisterschaften 1972 in Constanța. Im Kampf gegen Wassili Alexejew schlug er diesen im Drücken mit 230 kg, im Reißen mit 177,5 kg und führte vor dem Stoßen mit 7,5 kg Vorsprung. Alexejew, der 232,5 stieß, konnte Mang mit 222,5 kg jedoch im Stoßen noch abfangen. Mit 630 kg im olympischen Dreikampf zeigte Mang die zweitbeste je erzielte Leistung.
Der Bundespräsident verlieh ihm am 11. September 1972 das Silberne Lorbeerblatt.
Bei den Olympischen Spielen des gleichen Jahres in München konnte er diese Leistung jedoch nicht mehr abrufen, obwohl er vorher im Training noch bessere Leistungen gezeigt hatte. Mit 610 kg im Dreikampf (225-170-215) unterlag er Alexejew, der 640 kg erzielte, klar. Auffallend war dabei wiederum seine verhältnismäßige Schwäche im Stoßen mit 215 kg. Mang wurde hier inzwischen von Rolf Feser betreut, der ihn nun anstelle von Schnell bis zu seinem Karriereende trainierte.
Mang bekam zunehmend gesundheitliche Probleme, die auf sein hartes Training in jungen Jahren zurückzuführen waren. Er musste sein Training im Jahr 1973 stark einschränken und 1974 seine sportliche Karriere schließlich ganz beenden, um schwereren gesundheitlichen Schäden vorzubeugen.
Während seiner sportlich erfolgreichsten Phase brachte er ein Kampfgewicht von 130 Kilogramm auf die Waage.

## Persönliches
Mang, der bei der Deutschen Bundespost Fernmeldemechaniker gelernt hatte, machte sich als Studiobesitzer und Produzent von Trainingsgeräten selbständig und lebte mit seiner Frau Heidi (eigentlich Heidemarie) in Bellenberg. Er hatte einen Sohn, der eine akademische Laufbahn eingeschlagen hat.
Mang starb im Alter von 67 Jahren an den Folgen eines Herzinfarktes.

## Statistik

### Internationale Erfolge/Mehrkampf
(OS = Olympische Spiele, WM = Weltmeisterschaft, EM = Europameisterschaft, S = Schwer- bzw. Superschwergewicht, Wettkämpfe bis 1972 im olympischen Dreikampf, bestehend aus Drücken, Reißen und Stoßen, ab 1973 im Zweikampf, bestehend aus Reißen und Stoßen)
- 1968, 1. Platz, Donau-Cup in Donaueschingen, S, mit 490 kg, vor Atanassow, Bulgarien, 480 kg und Lexa, CSSR, 472,5 kg;
- 1968, 1. Platz, Donau Cup Junioren in Budapest, S, mit 492,5 (165.0, 142.0, 185) kg;
- 1968, 5. Platz, OS in Mexiko-Stadt, S, mit 525 kg, hinter Leonid Schabotinski, UdSSR, 572,5 kg, Serge Reding, Belgien, 555 kg, Joe Dube, USA, 555 kg und Manfred Rieger, DDR, 532,5 kg;
- 1969, 5. Platz. (4. Platz), WM + EM in Sofia, S, mit 535 kg, hinter Dube, 577,5 kg, Reding, 570 kg, Stanislav Batischew, UdSSR, 570 kg und Rieger, 537,5 kg;
- 1971, 3. Platz, EM in Sofia, S, mit 602,5 kg, hinter Wassili Alexejew, UdSSR, 630 kg und Batischew, 607,5 kg;
- 1972, 2. Platz, EM in Constanța, S, mit 630 kg, hinter Alexejew, 632,5 kg und vor Gerd Bonk, DDR, 565 kg;
- 1972, Silbermedaille, OS in München, S, mit 610 kg, hinter Alexejew, 640 kg und vor Bonk, 572,5 kg;
- 1973, 3. Platz, EM in Madrid, S, mit 387,5 kg, hinter Alexejew, 417,5 kg und Batischew, 395 kg;
- 1973, 2. Platz, WM in Havanna, S, mit 400 kg, hinter Alexejew, 402,5 kg und vor Batischew, 392,5 kg und Bonk, 382,5 kg;
- 1974, 1. Platz, Donau-Cup in Braunau, S, mit 387,5 kg, vor Tramburadjiew, Bulgarien, 385 kg und Pavlasek, CSSR, 365 kg

### Medaillen in den Einzeldisziplinen
(wurden seit 1969 vergeben)
- WM-Goldmedaille: 1973, Reißen, 180 kg;
- WM-Silbermedaillen: 1972, Drücken, 225 kg – 1972, Reißen, 170 kg;
- WM-Bronzemedaillen: 1972, Stoßen, 215 kg – 1973, Stoßen, 220 kg
- EM-Goldmedaillen: 1971, Reißen, 175 kg – 1972, Drücken, 230 kg – 1972, Reißen, 177,5 kg;
- EM-Silbermedaillen: 1972, Stoßen, 222,5 kg – 1973, Reißen, 172,5 kg;
- EM-Bronzemedaillen: 1969, Reißen, 155 kg, 1971, Drücken, 212,5 kg – 1971, Stoßen, 215 kg – 1973, Stoßen, 15 kg

### Deutsche Meisterschaften
Rudolf Mang wurde deutscher Meister im Mehrkampf 1968, 1971 und 1973.

### Weltrekorde
Mang stellte in seiner Laufbahn zwei Weltrekorde auf. 1972 verbesserte er in Ulm den Weltrekord des Drückens im Superschwergewicht auf 230,5 kg und 1973 in München den Weltrekord im Reißen auf 183,0 kg.

## Persönliche Bestleistungen
- Drücken: 230,5 kg 1972 in Ulm in der Klasse über 110 kg
- Reißen: 183,0 kg 1973 in München in der Klasse über 110 kg
- Stoßen: 222,5 kg 1972 in Constanța in der Klasse über 110 kg
- Zweikampf: 400,0 kg (180,0/ 220,0 kg) 1973 in Havanna
- Dreikampf: 630,0 kg (230,0/ 177,5/ 222,5 kg) 1972 in Constanța in der Klasse über 110 kg